# Luis Ernesto Torres
Luis Ernesto Torres (né le 7 novembre 1952 à Asuncion au Paraguay) est un joueur de football international paraguayen, qui évoluait au poste de milieu de terrain.

## Biographie

### Carrière en club
Avec le Club Olimpia, il remporte trois titres internationaux lors de l'année 1979 : la Copa Libertadores, la Coupe intercontinentale et enfin la Copa Interamericana.

### Carrière en sélection
Avec l'équipe du Paraguay, il joue 26 matchs (pour aucun but inscrit) entre 1975 et 1980. 
Il figure dans le groupe des sélectionnés lors des Copa América de 1975 et de 1979. Il remporte la compétition en 1979.

## Palmarès
| Club Olimpia \| - Championnat du Paraguay (4) : - Champion : 1975, 1978, 1979 et 1980. - Copa Libertadores (1) : - Vainqueur : 1979. \| \| - Coupe intercontinentale (1) : - Vainqueur : 1979. - Copa Interamericana (1) : - Vainqueur : 1980. \| |  | Paraguay - Copa América (1) : - Vainqueur : 1979.                                                   |
| - Championnat du Paraguay (4) : - Champion : 1975, 1978, 1979 et 1980. - Copa Libertadores (1) : - Vainqueur : 1979. |  | - Coupe intercontinentale (1) : - Vainqueur : 1979. - Copa Interamericana (1) : - Vainqueur : 1980. |